# Vlag van Wiltshire

Bustard Flag

Heraldische vlag van Wiltshire Council

White Horse Flag zoals ontworpen door Chrys Fear

Er zijn drie vlagontwerpen voor het Engelse graafschap Wiltshire. Net als de voorgestelde vlaggen van veel andere county's hebben twee van de drie geen officiële status omdat ze niet zijn ontworpen door het College of Arms. Een van de ontwerpen, de "Bustard Flag", werd op 1 december 2009 door een volledige vergadering van de Wiltshire Council goedgekeurd als vlag van het graafschap en vervolgens geregistreerd bij het Flag Institute.

## Bustard Flag
De Bustard Flag is ontworpen door Mike Prior en ontworpen door Helen Pocock, een grafisch ontwerper, in 2007. Hij is gedeeltelijk gebaseerd op de vlag van de Wiltshire County Council, inclusief de afwisselende strepen groen en wit die de graslanden van het graafschap en hun krijtgesteente voorstellen. De kleuren kunnen staan voor hoop, vreugde en veiligheid (groen) en vrede (wit). Het ingewikkelde en onregelmatige ontwerp, hoewel onderscheidend, is op kritiek gestuit door vlagontwerpers en heraldisten. De inwoners van Wiltshire hebben echter niet gestemd voor deze vlag om hen te vertegenwoordigen, dus in de regel wijzen de inwoners de vlag af en erkennen ze dat het de vlag van de Wiltshire Council is, niet van Wiltshire zelf.
In het midden van de vlag staat een afbeelding van de grote trap (Otis tarda). Deze vogel was sinds 1832 uitgestorven in Engeland, maar maakt nu deel uit van een intensief tienjarig fokprogramma op Salisbury Plain. Salisbury Plain, in het hart van het graafschap, is een van de slechts twee gebieden in Groot-Brittannië waar de grote trap oorspronkelijk leefde, het andere zijn de zandige brecklands van Oost-Engeland (Norfolk en Suffolk). Op de vlag is de mannelijke grote trap in goud afgebeeld op een stevige groene cirkel om het open grasland voor te stellen. De rand van de cirkel, in zes delen afwisselend groen en wit, stelt de steencirkels van Stonehenge en Avebury in het graafschap voor. De zes delen staan ook voor de zes omliggende graafschappen Gloucestershire, Oxfordshire, Berkshire, Hampshire, Dorset en Somerset.
De technische specificatie van de vlag is dat hij een verhouding van 3:5 heeft en is gemaakt in groen en goud op een wit materiaal. Hoewel Mike Prior toegeeft dat er "geen methode of autoriteit is om de vlag geaccepteerd te krijgen als de provincievlag van Wiltshire, dat gebeurt allemaal door acceptatie door het publiek", kreeg de vlag de steun van Wiltshire County Council en werd in juni 2007 gevlogen op Wiltshire County Hall in Trowbridge. De Bustard Flag werd voor het eerst gehesen in Trowbridge door Lord Bath in september 2006 en werd later gevlogen door Jane Scott, leider van de voormalige county council, in County Hall, Trowbridge, op 5 juni 2007. Tijdens een volledige vergadering van de Wiltshire Council op 1 december 2009 werd de Bustard Flag formeel goedgekeurd als de vlag van het graafschap. In juni 2011 wapperde de Wiltshire-vlag een week lang boven het regeringsgebouw van het ministerie van Communicatie in Londen. Dit werd zeer positief in de publiciteit gebracht door Matthew Smith in de BBC Wiltshire radio ontbijtshow.

## Heraldische vlag
De heraldische vlag van de voormalige Wiltshire County Council is al vele jaren in de handel verkrijgbaar. Het stelt de raad voor en niet Wiltshire als geografisch gebied. In april 2009 werd de graafschapsraad samengevoegd met de oude districtsraden van Wiltshire (Kennet, North Wilts, Salisbury en West Wilts) tot een nieuwe eenheid met de naam Wiltshire Council, en de wapens van al deze districtsraden gingen over naar de nieuwe unitary authority. Er werden nieuwe groene vlaggen gemaakt die vanaf raadsgebouwen in het hele graafschap wapperden, maar deze vlaggen zijn niet algemeen beschikbaar voor het publiek.

## White Horse Flag
De White Horse Flag werd in 2006 ontworpen door Chrys Fear, die beweerde dat het symbool van het witte paard, zoals het te vinden is in de context van krijtgravures op heuvels in het graafschap - het bekendst zijn de Westbury White Horse en de Cherhill White Horse - een beeld was van een grotere culturele band met Wiltshire. Het ontwerp van Fear bevatte de schets van het Cherhill White Horse uit William Plenderleath's The White Horses of the West of England, gepubliceerd in 1885 en plaatste het op een groene achtergrond.
Het ontwerp van Fear werd nooit ter beoordeling en goedkeuring voorgelegd aan de ambtenaren van het graafschap, maar de campagne was erop gericht dat de vlag populair zou worden bij de plaatselijke bevolking en benadrukte de vrije, openbare en auteursrechtelijke status ervan. In mei 2010 verdween de website en was de campagne blijkbaar voorbij toen de Wiltshire Council het bustardontwerp goedkeurde.